# Parakramabahu VIII
Pour les articles homonymes, voir Parâkramabâhu.
Parakramabahu VIII, ou Vira Parâkkama Bãhu VIII, aussi connu sous le nom de Ambulagala Kumara, est un roi du royaume de Kotte, de la dynastie Siri Sanga Bo, dans l'actuel Sri Lanka.

## Règne
Il succède à Parakramabahu VII comme  roi de Kotte. Vira Parakramabahu VIII a cinq fils : Buvanekabahu, Sri Rajasinha et Vijayabahu nés de son épouse principale et Sakakalavalla et Taniyavalla nés de sa reine secondaire. À sa mort il a comme successeur son fils  Buvanekabahu. Un autre de ses fils sera également roi Vijayabahu.
C'est sous son  règne que survient la première arrivée le 15 novembre 1505 de bateaux du royaume du Portugal menés par Dom Lourenco de Almeida, un siècle avant que le territoire de Kotte ne devienne la future colonie du Ceylan portugais.